# 吳克明 (1872年)

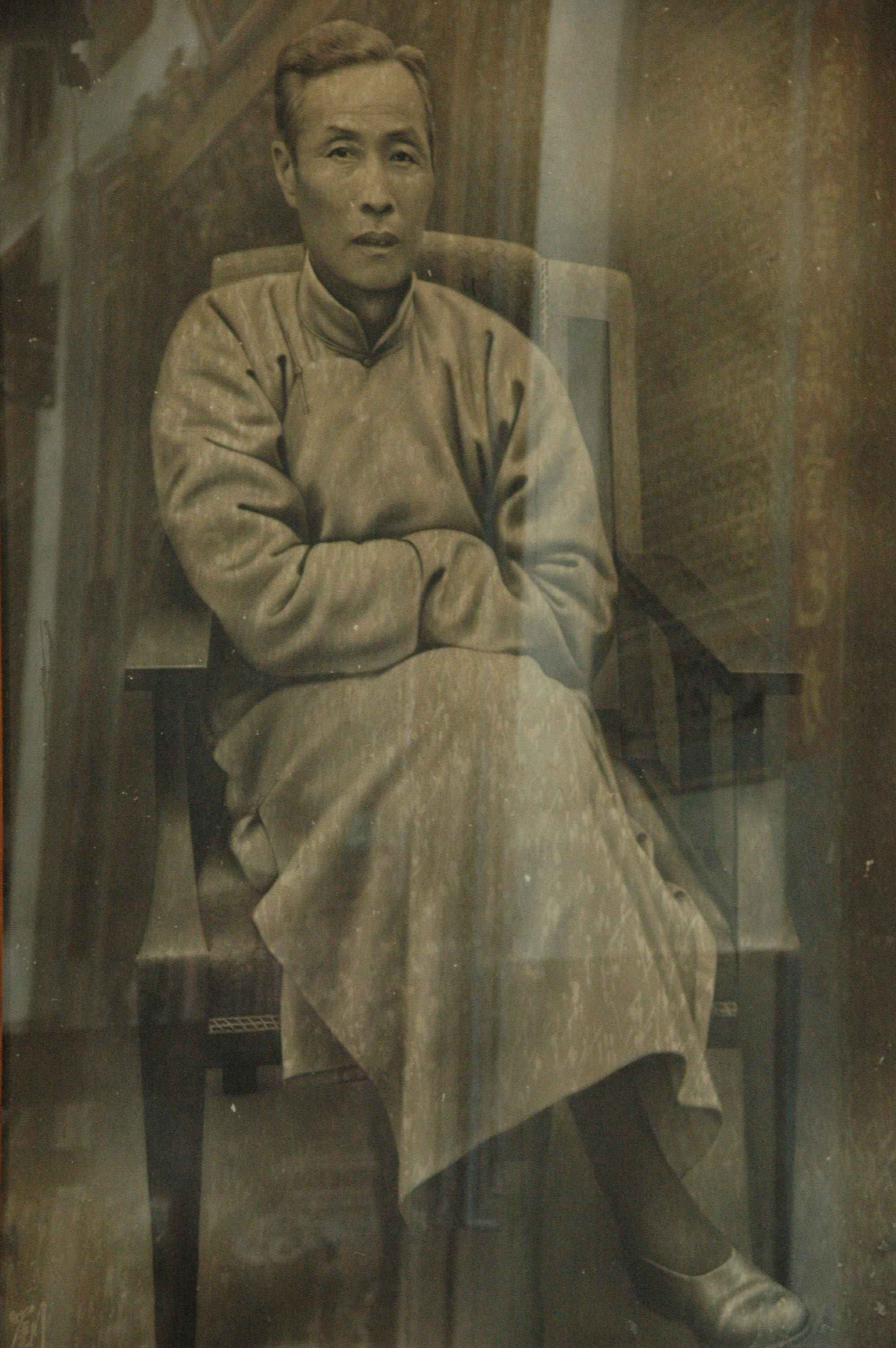
吳克明

吳克明（1872年8月19日—1937年1月10日），字俊德，又字洪德，號雲山時隱，晚年號碩軒。台灣日治時期士紳。

## 家族
其曾祖父吳五成於咸豐年間自福建漳州府南靖縣遷台定居於雲林縣古坑鄉崁頭厝（今永光村），其祖父是清朝武官，曾任「千總」一職，吳克明父親吳朝宗曾被選為「雲林大總理」，後來由古坑遷居至斗六大潭庄。

## 生平
吳克明於清光緒二十年（1894年）參加縣學考試，考中秀才，為台灣清領時期最後一年考上秀才者。
在日治時期時，吳克明先後擔任台南縣公議局參事、斗六辦務署參事、斗六區長與斗六廳參事等職務。明治四十二年（1909年），他與台灣糖界四大名人的王雪農合作創辦斗六製糖合資會社（今台糖斗六糖廠），後來於大正三年（1914年）合併至東洋製糖株式會社為「東洋製糖株式會社斗六製糖所」，昭和二年（1927年）又併入大日本製糖株式會社，而更名為「大日本製糖台灣支社斗六製糖所」。昭和六年（1931年）退休後，從事農地開墾，並開闢柴里圳與外四埤圳等灌溉系統。在其事業的全盛時期曾擁有上千公頃的土地，曾為雲林首富。

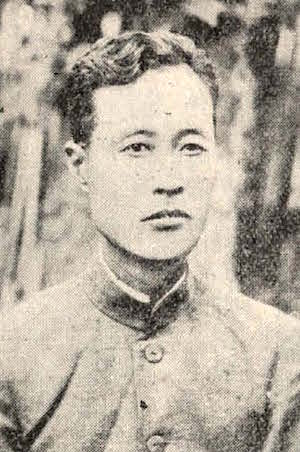
吳克明

## 著作
著有《道學淵源》與《碩軒詩文稿》等書。

## 子嗣
吳克明有三子。長子吳景箕創辦「台南縣立斗六初級中學」（今國立斗六高級中學），並擔任該校第一任校長，他也是台灣詩人。次子吳景徽，曾擔任斗六鎮長與第一、二任的民選雲林縣長。三子吳景謨為執業醫生。

## 外部連結
- 一代秀才～吳克明
- 「吳秀才宅」創建者─吳克明〈西元1872─1937年〉[永久]